# Доуэлл, Коулмен
Коулмен Доуэлл (англ. Coleman Dowell; 29 мая 1925, Эдервилл, Кентукки — 3 августа 1985, Нью-Йорк) — американский писатель.

## Биография
Коулмен родился в Эдервилле (штат Кентукки). В годы Второй мировой войны служил в медицинском полку армии США, в 1944—1945 служил в Маниле. Там же посещал Филиппинский университет. После возвращения в США обосновался в Луисвилле. В 1950 году переехал в Нью-Йорк, где сменил множество профессий, в том числе писал песни для телешоу, рекламировал автомобили, был наборщиком текстов.
В 1965 году написал пьесу Eve of the Green Grass, которая была поставлена на сцене Chelsea Art Theatre. Постановка не понравилась Коулмену и он всецело посвящает себя прозе. Выходят романы Alter Frau im Garten, One of the Children is Crying (1968), Mrs. October was Here (1974), Island People (1976), Too Much Flesh and Jabez (1977) и White on Black on White (1983). В 70-е годы у него начался роман с критиком и писателем Ричардом Либерцем (англ. Richard Lebherz).
Коллеги по ремеслу благосклонно отзывались о произведениях Доуэлла. Американский писатель Тенесси Уильямс так писал о романе Доуэлла «Island People»:
Это работа в жанре, которой он сам придумал... практически неотличимая от длинной, изумительно выстроенной эпической поэмыОригинальный текст (англ.)a work in a genre of his own creation... hardly distinguishable from a long, marvelously sustained narrative poem
Большой популярности он не достиг, несмотря на то, что все его произведения были опубликованы. Современники считали, что его книги «трудно читать», то есть они не были развлекательными. Кроме того, коллеги Доуэлла признавались, что для того, чтобы читать Доуэлла, «надо запастись терпением и словарями». Коулмен ощущал разочарование, его посещали мысли о суициде. 3 августа 1985 года он выбросился с балкона 15 этажа дома на Пятой авеню. Самоубийство вызвало всплеск интереса к его творчеству, а издательство Weidenfeld and Nicholson опубликовало сборник его рассказов «The Houses of Children: Collected Stories» в 1987 году.
В 1993 году были опубликованы мемуары Доуэлла о годах, проведённых им на Бродвее — «A Star-Bright Lie». Книга получила литературную премию Editor’s Choice Lamda Literary Award.